# Ranca Iyuh
Ranca Iyuh is een bestuurslaag in het regentschap Tangerang van de provincie Banten, Indonesië. Ranca Iyuh telt 10.415 inwoners (volkstelling 2010).